# Chuyến bay 404 của Japan Airlines
Chuyến bay 404 của Japan Airlines (JL404/JAL404) là một chuyến bay quốc tế chở khách đã bị những kẻ khủng bố Palestine và Nhật Bản khống chế vào ngày 20 tháng 7 năm 1973.
Chuyến bay rời sân bay quốc tế Amsterdam-Schiphol, Hà Lan, ngày 20 tháng 7 năm 1973, trên đường đến sân bay quốc tế Tokyo (Haneda), Nhật Bản, qua Sân bay Quốc tế Anchorage, Alaska, Hoa Kỳ. Máy bay là một chiếc Boeing 747-246B, với 123 hành khách và 22 thành viên phi hành đoàn trên máy bay. 5 hành khách bao gồm 5 kẻ khủng bố, cầm đầu bởi Osamu Maruoka, một thành viên của Hồng quân Nhật Bản, và bốn người còn lại là thành viên của Mặt trận Bình dân Giải phóng Palestine.
Chuyến bay đã bị cướp ngay sau khi cất cánh từ Schiphol. Trong quá trình không tặc, một quả lựu đạn được mang theo bởi một trong những tên không tặc trên bầu trời đã kích nổ, giết chết một tên không tặc và làm bị thương kẻ cầm đầu của chuyến bay. Kẻ không tặc cầm đầu gần như ngay lập tức tuyên bố mình kiểm soát không lưu là El Kassar, cướp máy bay dưới danh nghĩa của phong trào Giải phóng Palestine.  Sau khi một số chính phủ Trung Đông từ chối cho phép chuyến bay 404 hạ cánh, cuối cùng chiếc máy bay đã hạ cánh xuống Dubai, thuộc Các tiểu vương quốc Ả Rập thống nhất. Sau nhiều ngày trên mặt đất, những kẻ khủng bố yêu cầu thả Kōzō Okamoto, người sống sót sau cuộc tấn công của JRA vào sân bay Lod của Tel Aviv.
Sau khi chính phủ Israel từ chối thả Okamoto, những tên không tặc đã bay chiếc máy bay tới Damascus, Syria, và sau đó tới Benghazi, ở Libya. Vào ngày 23 tháng 7, 89 giờ sau khi vụ không tặc bắt đầu, hành khách và phi hành đoàn đã được thả ra; Những kẻ không tặc sau đó đã làm nổ tung máy bay, khiến vụ việc trở thành tổn thất thân máy bay thứ hai của một chiếc Boeing 747, sau chuyến bay 93 của Pan Am.
Maruoka đã trốn thoát, và vào năm 1977, đã dẫn đầu vụ cướp chuyến bay 472 của Japan Airlines. Hắn vẫn là một kẻ chạy trốn cho đến năm 1987 thì bị bắt ở Tokyo sau khi vào Nhật trên một hộ chiếu giả mạo. Bị kết án chung thân, hắn chết trong tù vào ngày 29 tháng 5 năm 2011.